# Lasioglossum ellisiae
Lasioglossum ellisiae är en biart som först beskrevs av Sandhouse 1924. Den ingår i släktet smalbin, och familjen vägbin. Arten förekommer i östra Nordamerika.

## Beskrivning
Huvudet och mellankroppen är dovt metalliskt blågrön. Clypeus har guldglans på den undre delen och partiet ovanför clypeus och käkarna. Käkarna är orange, medan labrum ibland kan vara rödbrun. Antennerna är mörkbruna, liksom benen. Vingarna är halvgenomskinliga med gulbruna ribbor och bruna till svarta vingfästen. Bakkroppen är mörkbrun med rödaktiga bakkanter på tergiter och sterniter. Behåringen är vitaktig och förhållandevis gles. Honan har en kroppslängd på 4,3 till 5,5 mm, hanen på 4 till 4,6 mm.

## Utbredning
En vanlig art vars utbredningsområde omfattar sydöstra Kanada till nordöstra USA, med ungefärlig nordgräns från södra Ontario över Quebec och New Brunswick till New Brunswick och Nova Scotia i Kanada. I USA bildar den en triangel med spetsen i Tennessee i söder. Östgränsen går från Nova Scotia söderut över Maine i USA och vidare från USA:s norra Atlantkust över Pennsylvania och västra Virginia till Tennessee. Västgränsen går från Minnesota i norr över Iowa och Illinois till Kentucky och Tennessee.

## Ekologi
Lasioglossum ellisiae är polylektisk, den flyger till blommor från många olika familjer, som ärtväxter (Dalea purpurea), kransblommiga växter (anisisop), rosväxter (äpple, hallonsläktet och smultronsläktet) samt ljungväxter (amerikanskt blåbär).
Arten är troligtvis ettårigt eusocial, den är samhällsbildande med arbetare som hjälper den samhällsgrundade honan/drottningen att ta hand om avkomman. Boet byggs på marken.

## Taxonomi
Arten betraktades länge (sedan omkring 1960) som en synonym till Lasioglossum tegulare, men den kanadensiska entomologen Jason Gibbs visade 2009 att den var en egen art.